# Magi i luften
|  | Denne artikel er oprettet af botten PalnaBot ud fra en ekstern database. Den kan derfor have sproglige fejl eller mangler. Denne skabelon kan fjernes efter kontrol af indholdet. |

Magi i luften er en film instrueret af Simon Staho efter manuskript af Simon Staho, Peter Birro.

## Handling
Daniel, Lina, Stefan og Terese er 16 år. De er verdens bedste venner og på vej ud i natten... - en nat som alle andre, og alligevel som ingen anden! For når solen står op, vil deres liv være forvandlet for altid... Daniel er håbløst forelsket i Lina, men Lina er håbløst forelsket i sig selv - og i rockstjernen, Niklas Ravn. Terese vil give sin mødom til Stefan, men Stefan vil hellere ud af skabet... ud til Daniel, som i øvrigt heller ikke er helt afvisende overfor Terese... Fire unge sætter deres følelser og drømme på spil i løbet af en enkelt hæsblæsende nat.